# Ковач Валентин Дезидерійович
Валентин Дезидерійович Ковач (рос. Валентин Дезидериевич Ковач; нар. 25 липня 1961, Москва (в деяких джерелах — Кишинів, Молдавська РСР), СРСР) — радянський та російський футболіст, захисник, російський футбольний тренер. Майстер спорту СРСР (1983).

## Життєпис
Син радянського футболіста і тренера угорського походження Дезидерія Ковача. Народився в Москві, через рік сім'я переїхала до Кишинева. Вихованець кишинівської ДЮСШ «Ністру». У 1979 році перебував у складі «Ністру», яка грала в першій лізі. На початку 1980 року виступав за дубль московського «Спартака», потім повернувся в «Ністру», за який в 1980-1981 роках зіграв 56 матчів, забив 4 м'ячі. У листопада 1981 року перейшов у ЦСКА. Відіграв за команду три роки і після приходу головного тренера Юрія Морозова перейшов в одеський «Чорноморець». У 1986-1990 роках грав за «Торпедо» (Москва). У 1990-1991 роках знову виступав за «Ністру»/«Зімбру» в першій лізі. Потім підписав дворічний контракт зі швейцарським «Фрібуррм», але після першого сезону клуб збанкрутував. Потім півтора року грав за німецький аматорський клуб «Бібріх-02» (Вісбаден). Після повернення в Росію грав в нижчих і аматорських лігах за «Сатурн» Раменське (1994-1995), «Носту» Новотроїцьке (1996), «Червону гірку-Витязь» Подольск (1997-1998), «Сатурн»-д (Раменське) (1999).
Провів 14 матчів у єврокубках.
У 1999 році працював адміністратором в «Сатурні», в 1999-2002 роках — головний тренер подольського «Витязя», в 2003 році — тренер у «Крилах Рад», в першій половині 2005 року — віце-президент ФК «Псков-2000». Станом на 2017 рік — дитячий тренер у ФШМ.

## Досягнення
- Вища ліга
  -  Бронзовий призер (1): 1988

- Кубок СРСР
  -  Володар (1): 1986
  -  Фіналіст (2): 1988, 1989